# Qatar i olympiska sommarspelen 2012
Qatar deltog i de olympiska sommarspelen 2012 som ägde rum i London i Storbritannien mellan den 27 juli och den 12 augusti 2012.

## Medaljörer
| Medalj | Namn               | Sport     | Gren               |
| ------ | ------------------ | --------- | ------------------ |
| Brons  | Mutaz Essa Barshim | Friidrott | Herrarnas höjdhopp |
| Brons  | Nasser Al-Attiyah  | Skytte    | Herrarnas skeet    |

## Bordtennis
- Huvudartikel: Bordtennis vid olympiska sommarspelen 2012

Damer
| Spelare   | Gren   | Inledande omgång     | Runda 1              | Runda 2              | Runda 3              | Runda 4              | Kvartsfinal          | Semifinal            | Final                | Final            |
| Spelare   | Gren   | Motståndare Resultat | Motståndare Resultat | Motståndare Resultat | Motståndare Resultat | Motståndare Resultat | Motståndare Resultat | Motståndare Resultat | Motståndare Resultat | Placering        |
| --------- | ------ | -------------------- | -------------------- | -------------------- | -------------------- | -------------------- | -------------------- | -------------------- | -------------------- | ---------------- |
| Aya Majdi | Singel | Zhang M (CAN) L 0–4  | Gick inte vidare     | Gick inte vidare     | Gick inte vidare     | Gick inte vidare     | Gick inte vidare     | Gick inte vidare     | Gick inte vidare     | Gick inte vidare |

## Friidrott
- Huvudartikel: Friidrott vid olympiska sommarspelen 2012

Förkortningar
- Notera – Placeringar gäller endast den tävlandes eget heat
- Q = Kvalificerade sig till nästa omgång via placering
- q = Kvalificerade sig på tid eller, i fältgrenarna, på placering utan att ha nått kvalgränsen
- NR = Nationellt rekord
- N/A = Omgången inte möjlig i grenen
- Bye = Idrottaren behövde inte delta i omgången

Herrar
Bana och väg
| Idrottare                | Gren    | Heat     | Heat      | Semifinal | Semifinal | Final            | Final            |
| Idrottare                | Gren    | Resultat | Placering | Resultat  | Placering | Resultat         | Placering        |
| ------------------------ | ------- | -------- | --------- | --------- | --------- | ---------------- | ---------------- |
| Mohamad Al-Garni         | 1 500 m | 3:39.67  | 5 Q       | 3:36.78   | 9         | Gick inte vidare | Gick inte vidare |
| Mohammed Abduh Bakhet    | Maraton | i.u.     | i.u.      | i.u.      | i.u.      | 2:25:17          | 68               |
| Musaeb Abdulrahman Balla | 800 m   | 1:46.37  | 2 Q       | 1:47.52   | 7         | Gick inte vidare | Gick inte vidare |
| Hamza Driouch            | 1 500 m | 3:39.67  | 2 Q       | 3:49.40   | 11        | Gick inte vidare | Gick inte vidare |

Fältgrenar
| Idrottare     | Gren     | Kval  | Kval      | Final | Final     |
| Idrottare     | Gren     | Längd | Placering | Längd | Placering |
| ------------- | -------- | ----- | --------- | ----- | --------- |
| Mutaz Barshim | Höjdhopp | 2.26  | =8 q      | 2.29  | 2         |

Damer
Bana och väg
| Idrottare     | Event | Heat     | Heat      | Kvartsfinal      | Kvartsfinal      | Semifinal        | Semifinal        | Final            | Final            |
| Idrottare     | Event | Resultat | Placering | Resultat         | Placering        | Resultat         | Placering        | Resultat         | Placering        |
| ------------- | ----- | -------- | --------- | ---------------- | ---------------- | ---------------- | ---------------- | ---------------- | ---------------- |
| Noor Al-Malki | 100 m | DNF      | DNF       | Gick inte vidare | Gick inte vidare | Gick inte vidare | Gick inte vidare | Gick inte vidare | Gick inte vidare |